# Dvorane (Suva Reka)
Pour les articles homonymes, voir Dvorane.
Dvoran en albanais et Dvorane en serbe latin (en serbe cyrillique : Дворане) est une localité du Kosovo située dans la commune/municipalité de Theranda/Suva Reka et dans le district de Prizren/Prizren. Selon le recensement de 2011, elle compte 140 habitants, tous albanais.

## Démographie

### Évolution historique de la population dans la localité
| 1948 | 1953 | 1961 | 1971 | 1981 | 1991 | 2011 |
| ---- | ---- | ---- | ---- | ---- | ---- | ---- |
| 431  | 467  | 518  | 444  | 434  | 510  | 140  |

|  |